# Hausen (Bad Dürkheim)
Hausen (ⓘ) ist ein Stadtteil der rheinland-pfälzischen Kreisstadt Bad Dürkheim.

## Lage
Der Ort liegt etwa drei Kilometer westlich der Kernstadt im Pfälzerwald an der Isenach.

## Geschichte
Keimzelle des Ortes war ein gleichnamiges Nonnenkloster, das unweit der benachbarten Abtei Limburg errichtet wurde. Über dessen Gründungszeit gibt es keine gesicherten Quellen. Johannes Trithemius erwähnt seine Existenz bereits für das Jahr 1136. Es war dem  Hl. Petrus geweiht und der Speyerer Bischof Konrad III. von Scharfenberg verfügte schon 1221, dass zukünftig dort keine Nonnen mehr aufgenommen werden dürfen, da das Kloster aussterben solle. Stattdessen seien vier Benediktiner der Abtei Limburg hier zu bepfründen, um in der Ansiedlung weiterhin den Gottesdienst sicherzustellen.
Die St. Lucia-Kapelle der Dompropstei Speyer (heutige Domherrenkurie nördlich des Speyerer Domes), hatte in Hausen Besitz, den der Domherr Albert von Remchingen, am 5. Januar 1281, dem Albert (genannt Ungnade) von Hausen in Erbpacht gab, mit der Verpflichtung, u. a. jährlich 30 Heller an die St. Martinskirche in Hausen zu zahlen und dem dortigen Pastor 2 Kappen Frucht liefern zu müssen. Demnach scheint die Hausener Kirche in der nachklösterlichen Zeit den Hl. Martin von Tours als Patron gehabt zu haben.
Diese Hausener Martinskirche wird am 25. April 1335 in einer Urkunde, ausgestellt am päpstlichen Hof in Avignon, erneut als „Kapelle S. Martini in Husen“ genannt, als 12 Bischöfe ihren, sowie den andächtigen Besuchern der St. Johanniskirche Dürkheim, an bestimmten Feiertagen einen Ablass gewährten. Alle Guttäter einer der beiden genannten Kirchen sollten ebenfalls in den Genuss des Ablasses kommen.
1448 erscheint urkundlich „Unsrer lieben Frauwen Capellen zum Husen, unden an Lympburg gelegen“; 1483 „Unsrer lieben Frauwenaltar gelegen zu den Husen, in der Kirchen, der neuen Capellen darin“. Demnach hatte das Patrozinium möglicherweise nochmals gewechselt oder es handelte sich um eine bei der Kirche befindliche Marienkapelle. Auch der Historiker Michael Frey belegt das Marienpatrozinium der letzten Kirche von Hausen in seinem Werk „Versuch einer geographisch-historisch-statistischen Beschreibung des königlich bayerischen Rheinkreises“, ebenso Johann Georg Lehmann, in seinen „Geschichtlichen Gemälden aus dem Rheinkreise Bayerns“, der zusätzlich von einer neu angebauten Kapelle ausgeht.
Der Dreißigjährige Krieg bewirkte, dass der Weiler zunächst von der Landkarte verschwand und erst nach und nach wieder einige Häuser entstanden. In seiner jetzigen Form entstand der Ort in den 1960er Jahren als Neubaugebiet. Verwaltungstechnisch gehört er zum Ortsbezirk Grethen.

## Politik
Der Stadtteil Hausen gehört zum Ortsbezirk Grethen-Hausen der Stadt Bad Dürkheim. Für weitere Informationen siehe: Grethen.